# Fiodor Kałmyk
Fiodor Kałmyk (ros. Фёдор Иванович Калмык, niem. Feodor Kalmück, ur. około 1765 w Kałmucji, zm. 27 stycznia 1832 w Karlsruhe) – malarz i miedziorytnik niemiecki pochodzenia kałmuckiego.
W styczniu 1771 chłopiec dostał się do niewoli kozackiej. W wieku 6 lat został przez Kozaków przewieziony do Petersburga i podarowany cesarzowej Katarzynie II. Tam został ochrzczony i otrzymał imię Fiodor Iwanowicz.
Cesarzowa podarowała chłopca księżnej badeńskiej Amalii Fryderyce z Hesji-Darmstadt, starszej siostrze przyszłego cesarza Pawła I. Fiodor rozpoczął w Karlsruhe studia medyczne, lecz po odkryciu uzdolnień plastycznych oddano go na naukę u nadwornych malarzy Josepha Mellinga i Philippa Jakoba Beckera. 
Kontynuował studia malarstwa i grafiki w szkole sztuk pięknych w Karlsruhe. Dzięki stypendium ufundowanemu przez margrabiego Karola Fryderyka Badeńskiego wyjechał w roku 1791 do Rzymu w towarzystwie przyszłego architekta Friedricha Weinbrennera. W Rzymie spotkał duńskiego rzeźbiarza Bertela Thorvaldsena, który sporządził kilka szkiców portretowych Kałmyka. 
W roku 1803 uczestniczył w wyprawie archeologicznej Lorda Elgina do Grecji, gdzie pracował przy wykopaliskach na Akropolu. 
W kwietniu 1803 Fiodor Kałmyk wyjechał do Anglii, by ukończyć rysunki z prac archeologicznych w Grecji. Po powrocie w 1806 został nadwornym malarzem księcia Badenii. W roku 1810 jeszcze raz wyjechał do Włoch, gdzie zwiedził Rzym, Neapol i Salerno, w Pompejach zapoznał się z wykopaliskami. 
Do najbardziej znanych grafik Fiodora Kałmyka należą „Triumf Galatei”, „Bachanalia”, „Mars i Wenus” oraz autoportret artysty. Wykonał też polichromie w świątyni ewangelickiej w Karlsruhe. 